# Kościół św. Jerzego w Kiejdanach

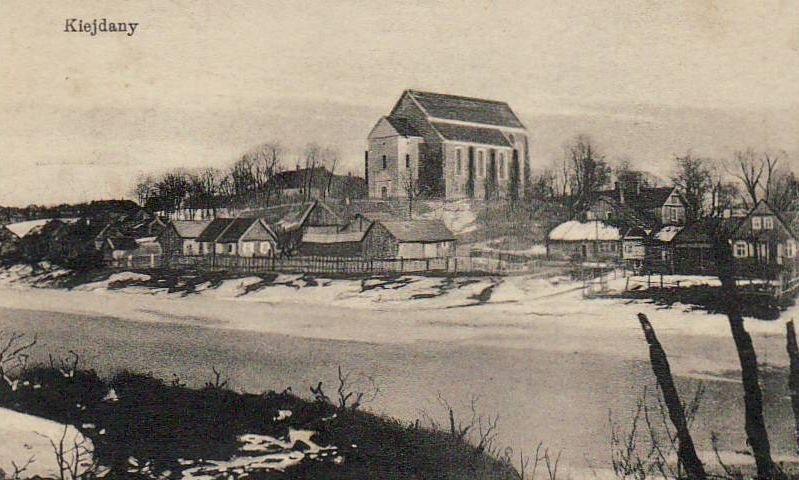
Kościół św. Jerzego w Kiejdanach w 1916 r.

Kościół św. Jerzego w Kiejdanach – gotycka świątynia farna wznosi się na skarpie doliny rzeki Niewiaży, która odgradza go od miasta Kiejdany.
Msza odbywa się w nim każdą niedzielę o godzinie 10:00 i 12:00. 

## Historia
Przypuszczalnie kościół murowany został zbudowany przez Zakon Krzyżacki po podpisaniu pokoju w Raciążku zawartego w 1403 roku (na tablicy informacyjnej na rynku miejskim znajduje się informacja, że cegły na jego budowę spławiono aż z Torunia). W 1600 roku Anna Radziwiłłówna Kiszczyna przekazała kościół protestantom, którzy posiadali go do roku 1627. Konsekrowany w 1662. Remontowany w 1758 roku. Spalony w 1782 roku. Plebania powstała w 1832 roku. Remontowany w 1839 i 1928 roku.
W dniu 31 lipca 1862 r. w farze odbył się ślub jednego z przywódców powstania styczniowego Zygmunta Sierakowskiego z Apolonią Dylewską.

## Architektura
Gotycka trójnawowa bazylika bezwieżowa na planie prostokąta o wymiarach nawy 23 x 24 m, z wieloboczną absydą. W części frontowej znajduje się niższa od nawy dzwonnica. 

### Wnętrze
Barokowe rzeźby św. Kazimierza i św. Stanisława Kostki przeniesione z Opitołoków.

## Galeria

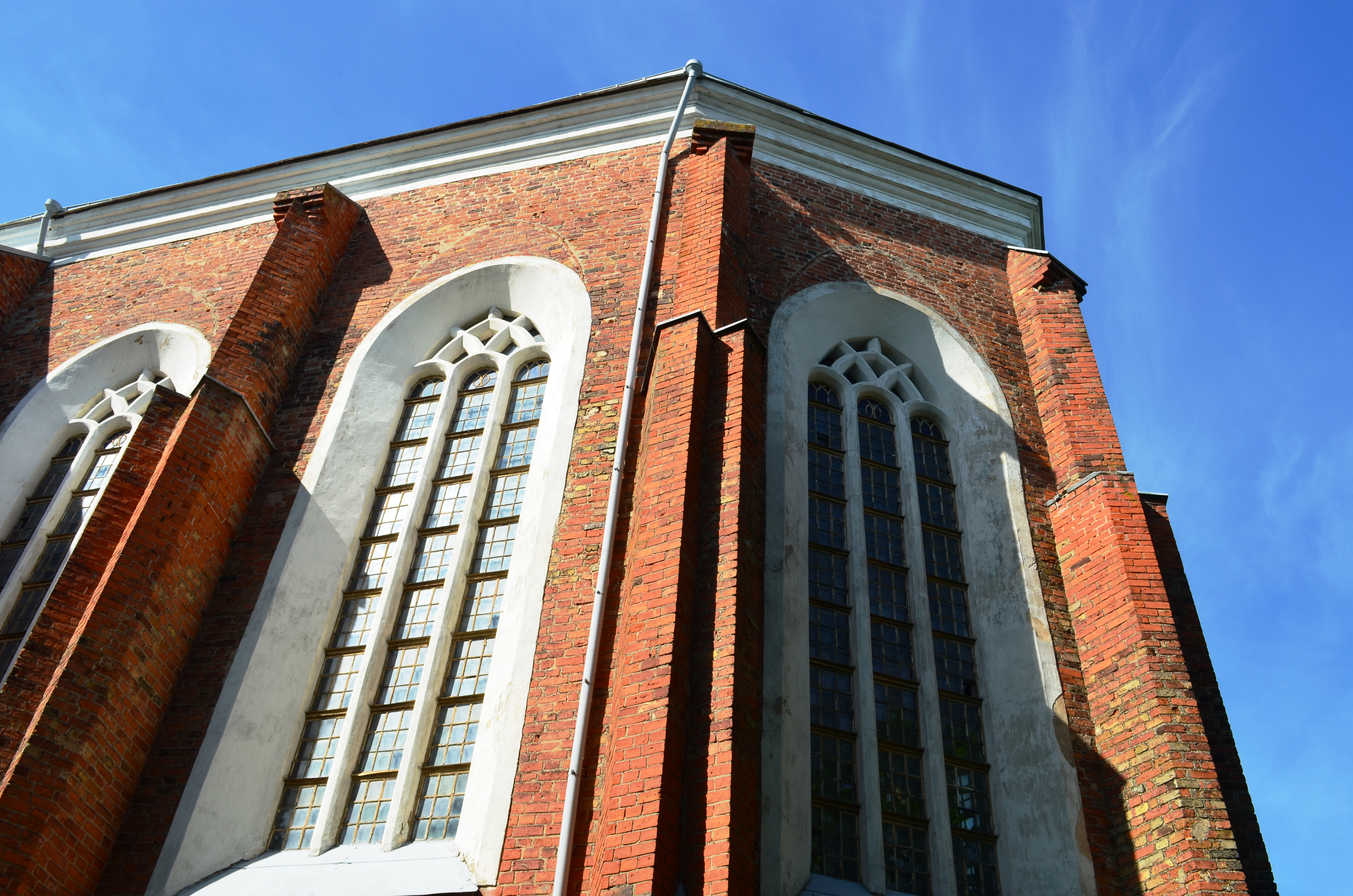
Apsyda
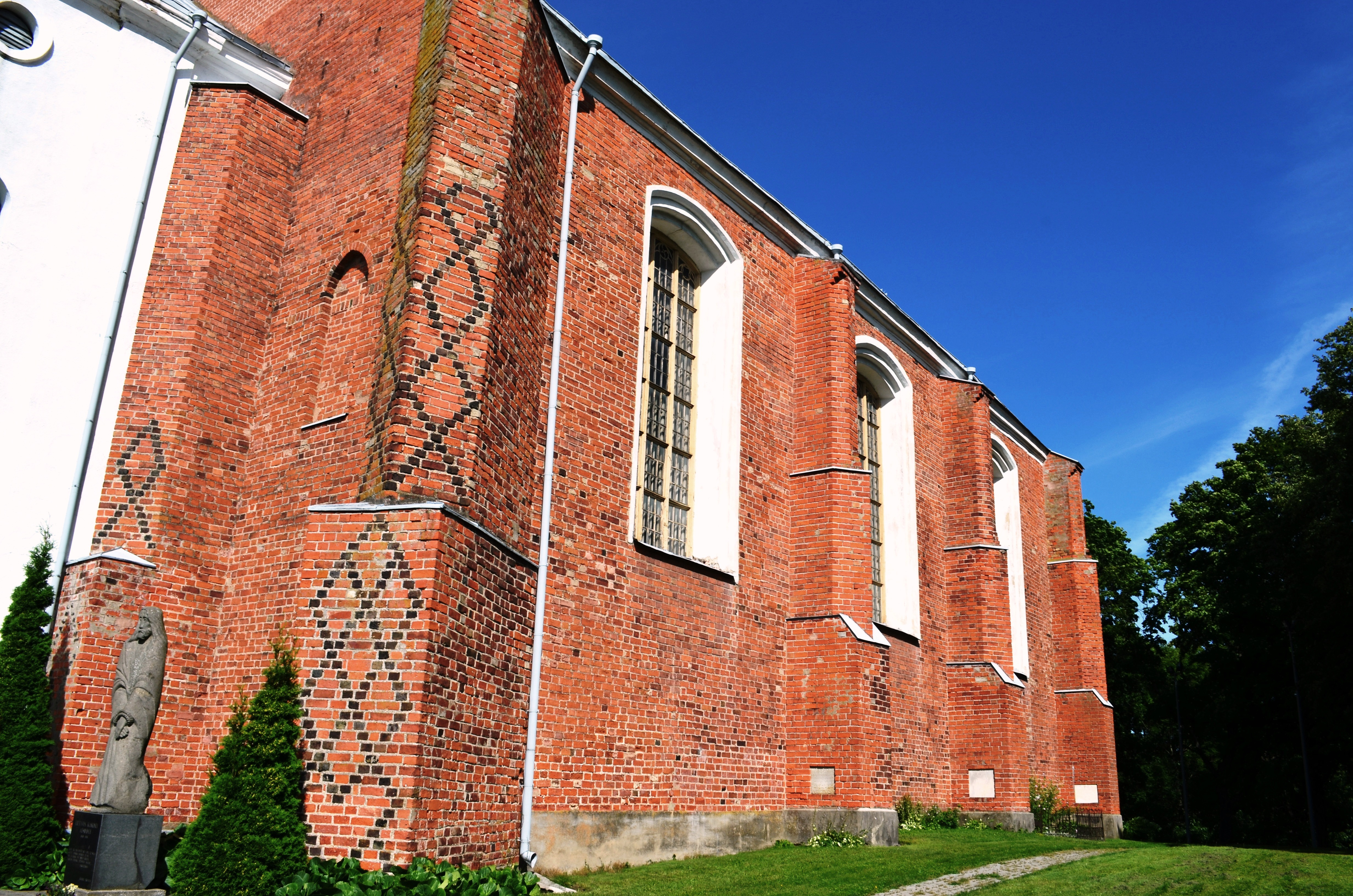
Ściana boczna
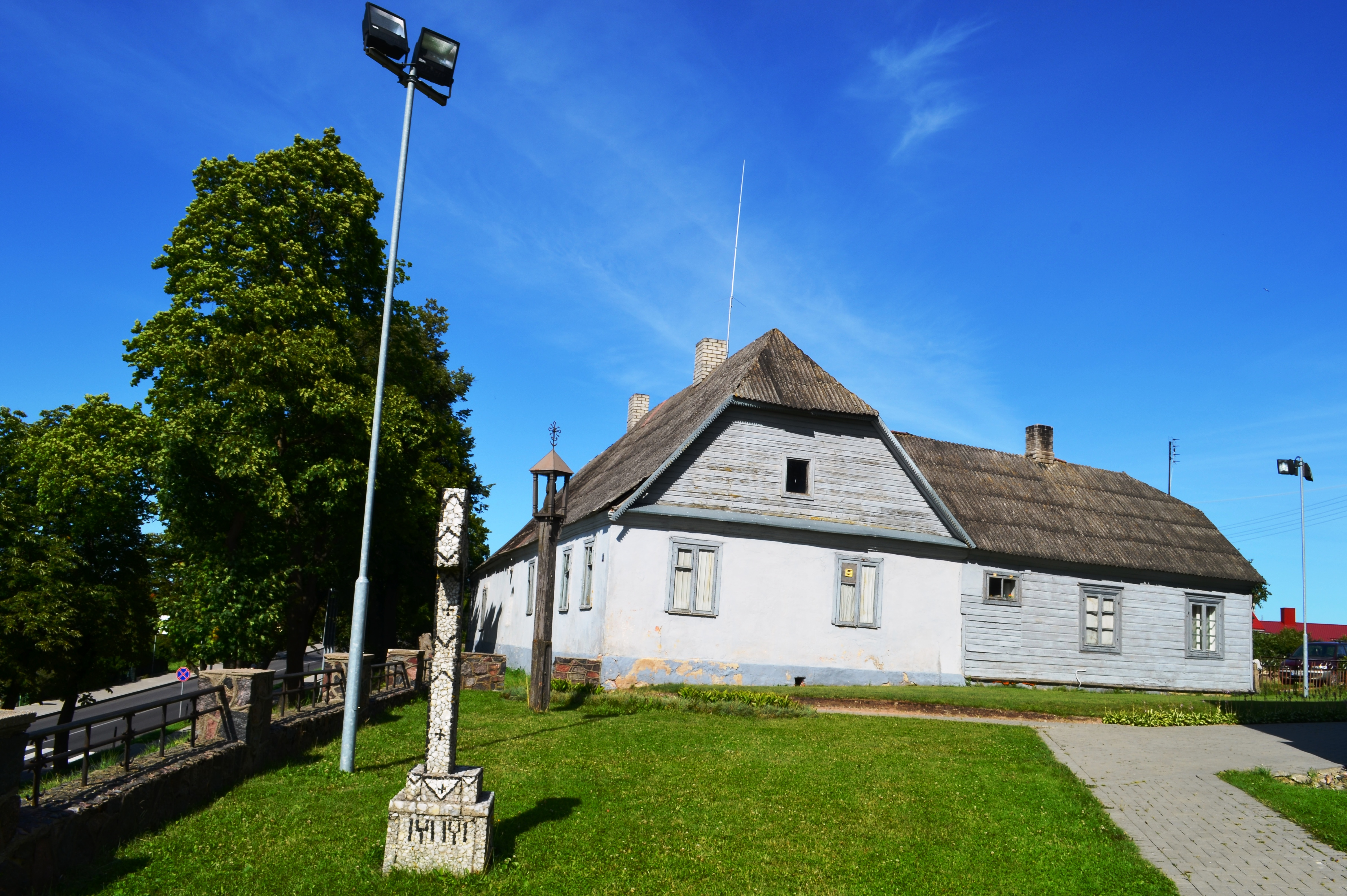
Plebania z 1832 r.
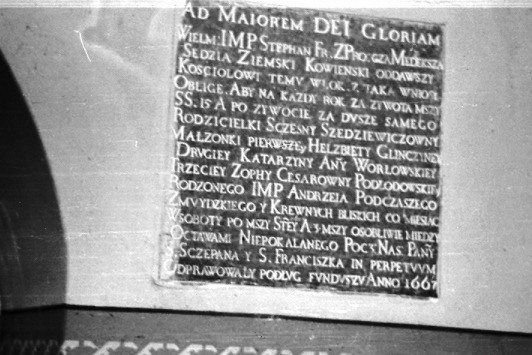
Epitafium z 1667 roku sędziego Stefana Medekszy